# Kleintauscha
Kleintauscha ist ein weilerartiger Ortsteil von Schmölln im Landkreis Altenburger Land in Thüringen.

## Lage
Kleintauscha liegt südlich von Lumpzig und westlich von Altenburg im Altenburger-Zeitzer-Lösshügelland, einem Teilgebiet der Leipziger Tieflandbucht. Die Kreisstraße 528 erschließt den Ortsteil verkehrsmäßig. In der Nähe des Orts entspringt der Kleine Gerstenbach, ein Quellfluss des Gerstenbachs.

## Geschichte
Am 24. September 1140 wurde der Ort erstmals urkundlich erwähnt. Kleintauscha gehörte zum wettinischen Amt Altenburg, welches ab dem 16. Jahrhundert aufgrund mehrerer Teilungen im Lauf seines Bestehens unter der Hoheit folgender Ernestinischer Herzogtümer stand: Herzogtum Sachsen (1554 bis 1572), Herzogtum Sachsen-Weimar (1572 bis 1603), Herzogtum Sachsen-Altenburg (1603 bis 1672), Herzogtum Sachsen-Gotha-Altenburg (1672 bis 1826). Bei der Neuordnung der Ernestinischen Herzogtümer im Jahr 1826 kam der Ort wiederum zum Herzogtum Sachsen-Altenburg.
Nach der Verwaltungsreform im Herzogtum gehörte er bezüglich der Verwaltung zum Ostkreis (bis 1900) bzw. zum Landratsamt Ronneburg (ab 1900). Das Dorf gehörte ab 1918 zum Freistaat Sachsen-Altenburg, der 1920 im Land Thüringen aufging. 1922 kam es zum Landkreis Altenburg.
Am 1. Juli 1950 wurde Kleintauscha nach Lumpzig eingemeindet. Bei der zweiten Kreisreform in der DDR wurden 1952 die bestehenden Länder aufgelöst und die Landkreise neu zugeschnitten. Somit kam Kleintauscha als Ortsteil der Gemeinde Lumpzig mit dem Kreis Schmölln an den Bezirk Leipzig; jener gehörte seit 1990 als Landkreis Schmölln zu Thüringen und ging bei der thüringischen Kreisreform 1994 im Landkreis Altenburger Land auf. Am 1. Januar 2019 wurde die Gemeinde Lumpzig aufgelöst und Kleintauscha ein Ortsteil der Stadt Schmölln.

## Grabhügel
Ein auffallender Grabhügel (Höckhübel) befindet sich einen halben Kilometer südlich vom Dorf.
Im Umfeld des 1926 ausgegrabenen „Höckhübels“ befinden sich mehrere Grabfelder, die nach den Ergebnissen der bisherigen Untersuchungen alle an das Ende der Jungsteinzeit datiert werden können. Sie gehören der Kultur der mitteldeutschen Schnurkeramik (2400–1800 v. Chr.) an

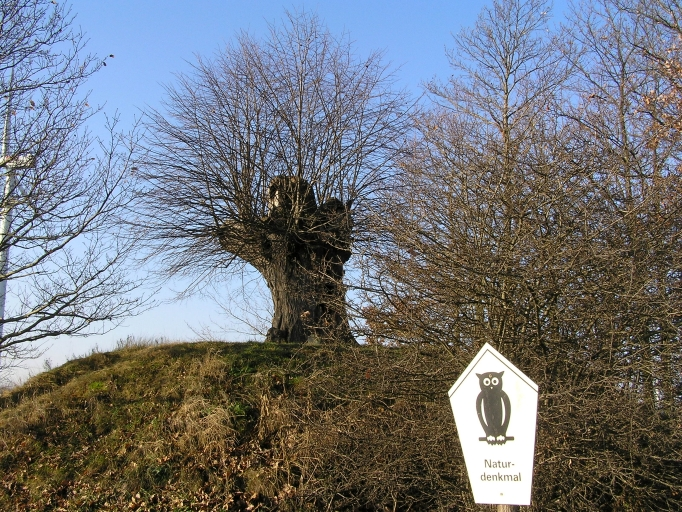
Alte Weide auf dem Grabhügel „Höckhübel“
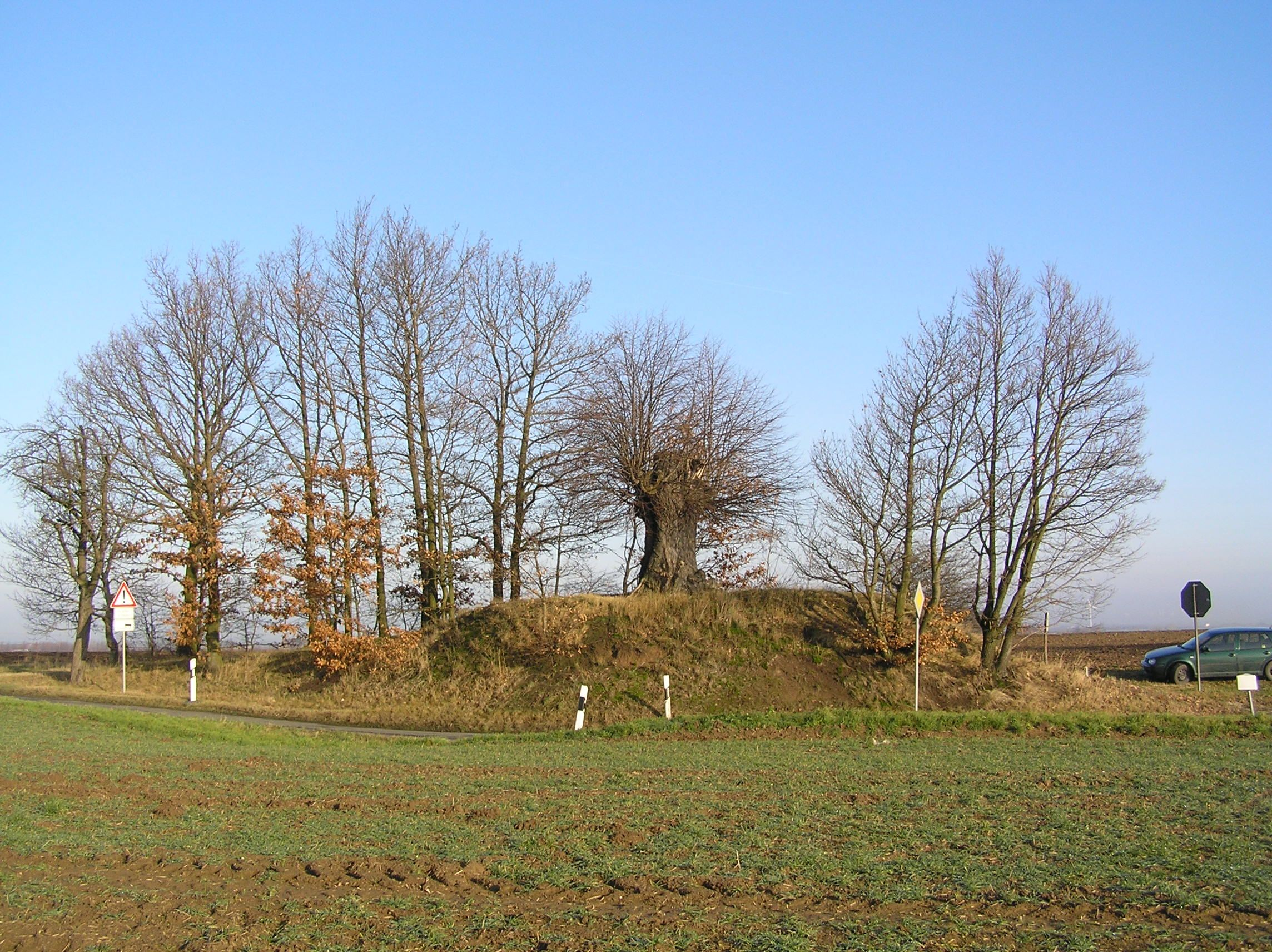
Südwestseite des  Grabhügels
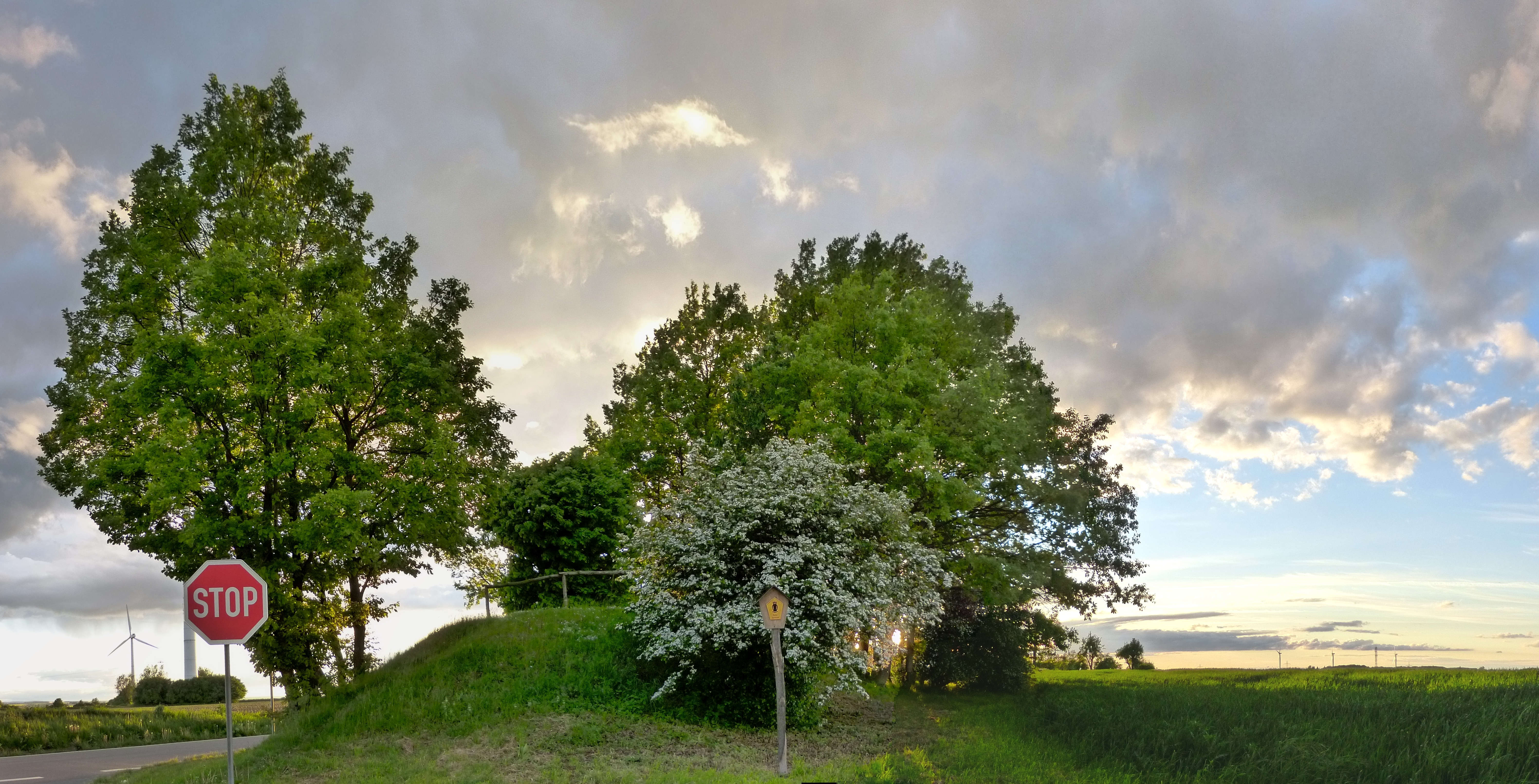
Südostseite des Grabhügels
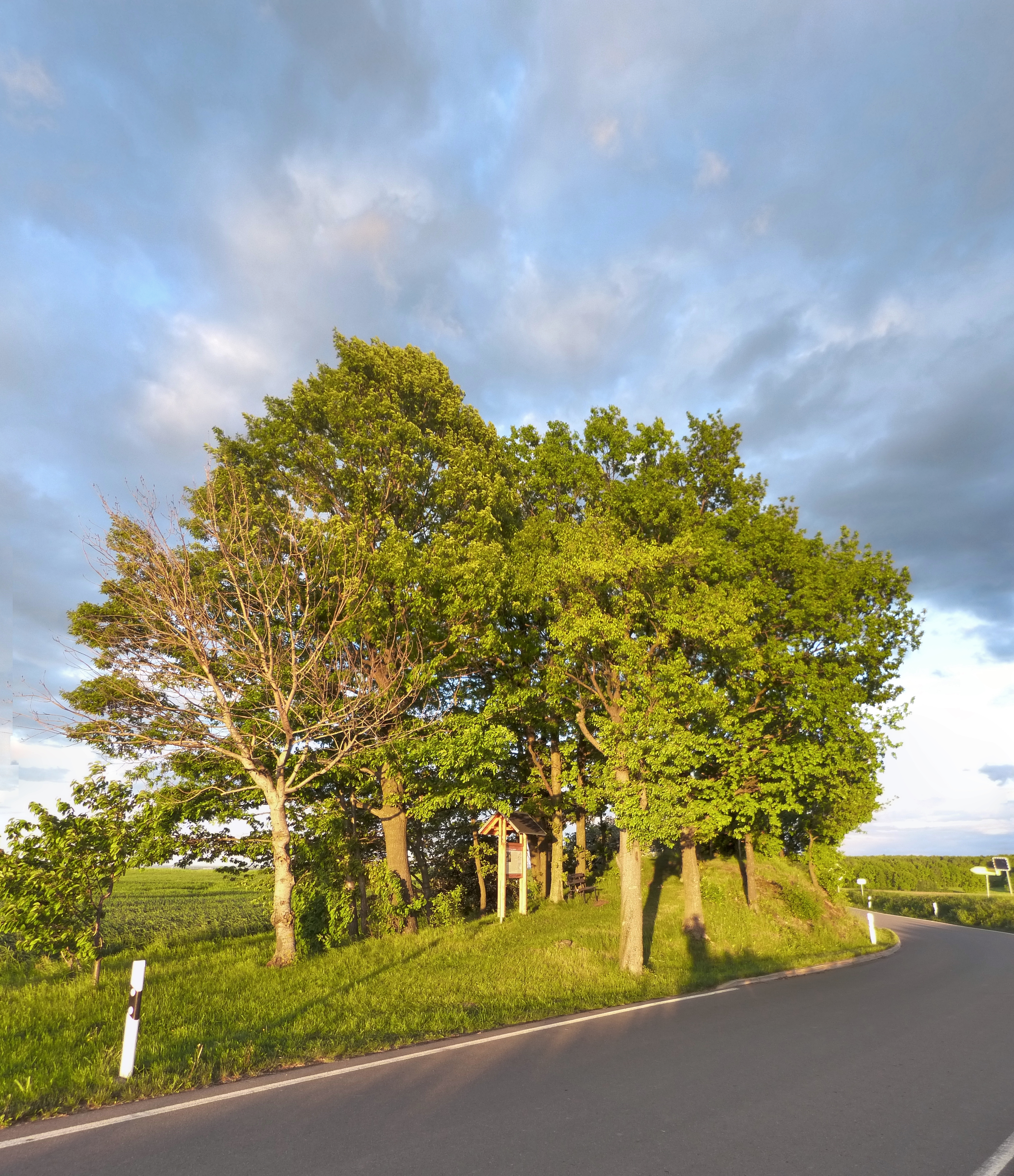
Nordwestseite des Grabhügels